# 尾上菊次郎 (4代目)
四代目 尾上 菊次郎（よだいめ おのえきくじろう、1904年（明治37年）9月29日 - 1981年（昭和56年）7月24日）は、主に関西歌舞伎で活躍した歌舞伎役者。屋号は音羽屋、定紋は向い菊、替紋は裏菊菱。俳名に幸菊がある。本名は渡辺 良雄（わたなべ よしお）。
二代目坂東彦十郎の次男。東京・築地出身。1910年（明治43年）4月帝国劇場『心中天網島』「紙治」の勘太郎で坂東子鶴を名のって初舞台。1919年（大正8年）6月帝劇『一谷嫩軍記』の熊谷の遠見で四代目坂東竹三郎を襲名する。その後も帝国劇場で活躍するも大正12年から市村座に入り六代目尾上菊五郎に弟子入りして活躍するうち才能を認められ、1924年（大正13年）5月、市村座での『義経千本桜』の小金吾と『娘道成寺』所化で名題昇進。1935年（昭和10年）10月歌舞伎座『三人形』の傾城で四代目尾上菊次郎を襲名した。
その後二代目市川猿之助一座を経て、1949年（昭和24年）関西歌舞伎に移籍。主として老女形として古風な芸で活躍した。
品格と情味を兼ね備えた芸風で、当たり役は、『恋女房染分手綱』（重の井の子別れ）の重の井や、『妹背山女庭訓』「吉野川」の定高などの片はずし、そして『近江源氏先陣館』「盛綱陣屋」の母微妙などの三婆。立女形だが、晩年には幅広い役柄をこなし、『傾城反魂香』「吃又」の将監、『奥州安達原』「袖萩祭文」の謙杖直方、『夏祭浪花鑑』「三婦内」の釣船三婦、果ては『義経千本桜』「鮨屋」の梶原景時など、一見ニンに合わないのではないかと思わせるような役どころでもきちんとつとめて違和感がなかった。
1978年（昭和53年）勲五等双光旭日章を受章。1981年（昭和56年）1月京都中座『心中紙屋治兵衛』「河庄」のお庄が最後の舞台となった。
四代目中村富十郎は弟、五代目坂東竹三郎は名前養子にあたる。